# Бартельс, Вольфганг
Во́льфганг Ба́ртельс (нем. Wolfgang Bartels; 14 июля 1940, Бишофсвизен — 6 февраля 2007, Рамзау-бай-Берхтесгаден) — немецкий горнолыжник, специалист по скоростному спуску. Представлял сборную ФРГ по горнолыжному спорту в первой половине 1960-х годов, бронзовый призёр зимних Олимпийских игр в Инсбруке, победитель и призёр крупных международных соревнований, трёхкратный чемпион западногерманского национального первенства.

## Биография
Вольфганг Бартельс родился 14 июля 1940 года в коммуне Бишофсвизен в семье трактирщика. Впервые встал на лыжи в возрасте трёх лет, позже проходил подготовку в спортивном клубе «Рамзау», где сумел развить свой талант и уже в подростковом возрасте показывал достаточно хорошие результаты, побеждая на различных юниорских соревнованиях.
Отслужив в Бундесвере, в начале 1960-х годов вошёл в основной состав западногерманской национальной сборной и одержал победу на нескольких крупных международных соревнованиях, в том числе был лучшим в скоростном спуске на склонах Валь-д’Изере и Мадонна-ди-Кампильо. Трижды побеждал на чемпионатах Западной Германии. По состоянию на 1963 год находился на первом месте мирового рейтинга в скоростном спуске.
Наивысшего успеха в своей спортивной карьере добился в сезоне 1964 года, когда попал в Объединённую германскую команду, собранную для участия в зимних Олимпийских играх в Инсбруке. В программе слалома по сумме двух попыток занял девятое место, в гигантском слаломе финишировать не смог и не показал никакого результата, тогда как в скоростном спуске завоевал бронзовую олимпийскую медаль, пропустив вперёд только австрийца Эгона Циммермана и француза Лео Лакруа. Поскольку здесь также разыгрывалось мировое первенство, дополнительно стал бронзовым призёром чемпионата мира. За это выдающееся достижение президентом Генрихом Любке был награждён Серебряным лавровым листом, высшей спортивной наградой ФРГ.
Через несколько месяцев после Олимпиады Бартельс попал в автомобильную аварию и сильно травмировался, из-за чего вынужден был завершить карьеру спортсмена. Впоследствии, как и отец, работал трактирщиком. Занимался помимо прочего тренерской деятельностью, в частности в период 1967—1976 годов достаточно успешно работал в национальной сборной ФРГ тренером по скоростному спуску, подготовив таких выдающихся горнолыжников как Мария и Ирене Эппле, Михаэль Файт, Зепп Ферстль и др. В поздние годы вместе с женой Маргит управлял собственным отелем Gasthof Wörndlhof, доставшимся ему от родителей.
Умер 6 февраля 2007 года в коммуне Рамзау-бай-Берхтесгаден федеральной земли Бавария в возрасте 66 лет.